# 루카 카스텔라치
루카 카스텔라치(이탈리아어: Luca Castellazzi, 1975년 7월 19일 ~ )는 골키퍼로 뛰었던 이탈리아의 옛 축구 선수이며, 현재는 세리에 A의 클럽 토리노의 팀 매니저로 활동하고 있다.

## 수상 경력
인테르나치오날레
- 수페르코파 이탈리아나 (1회): 2010
- FIFA 클럽 월드컵 (1회): 2010
- 코파 이탈리아 (1회): 2011